# Associazione Sportiva Dilettantistica Policoro
L'Associazione Sportiva Dilettantistica Policoro, meglio conosciuta come A.S.D. Policoro oppure semplicemente Policoro, è la squadra principale della città di Policoro, che gioca le partite casalinghe nello stadio Rocco Perriello, con una capienza di 1000 posti. Attualmente milita in Promozione. 
I colori sociali sono: il bianco e l'azzurro. La squadra è nata dalla fusione tra il Policoro Calcio ed il Rotunda Maris avvenuta nel 2018; in passato, con la denominazione di Policoro Sport Calcio, ha partecipato a 11 campionati di Serie D e milita nel campionato di Promozione lucana. Inoltre un'altra squadra di Policoro raggiunse la Serie D nella stagione 1981-1982 per un anno per poi fallire in seguito alla retrocessione dal Campionato Interregionale 1982-1983.

## Storia

### Le origini
L'Unione Sportiva Eraclea fu la prima squadra di Policoro, quando questa era ancora una frazione di Montalbano Jonico. La sua prima stagione fu nel 1954-55, (anche se negli anni precedenti giocava partite amichevoli con le squadre della zona) quando si affiliò alla FIGC e si iscrisse al girone D della Prima Divisione Lucana (attuale Promozione); concluse la stagione all'ultimo posto su sei squadre perdendo tutte le partite, pur se sul campo ne vinse due contro le squadre di Montescaglioso, entrambe in casa e entrambe assegnate a tavolino alle avversarie per tesseramento irregolare del giocatore Panno. L'Eraclea rimase altre tre stagioni in Prima Divisione prima di approdare nel massimo campionato regionale, il Campionato Dilettanti.

### Gli anni in Prima Categoria e in Serie D
Al primo anno nel massimo torneo regionale nel 1958-59 chiuse al terzo posto nel girone B, ma non partecipò alla successiva stagione, per poi riapprodare in Prima Categoria nella stagione 1961-62 con un sesto posto nel girone B. Successivamente giunse quinto, settimo, terzo e di nuovo terzo. Nella stagione 1966-67 riuscì a raggiungere la fase finale arrivando prima nel girone A e vincendo lo spareggio contro il Lavello, conquistando così la sua prima Serie D. Nella successiva stagione, l'U.S. Eraclea si trasformò in Policoro Sport Calcio (che divenne una S.p.A.) e chiuse la stagione ultima al diciottesimo posto, retrocedendo dopo un solo anno di Serie D. L'anno seguente, dopo un inizio che sembrava disastroso dal punto di vista economico, la squadra riuscì a riprendersi e giungere al terzo posto nella Prima Categoria Lucana. L'anno dopo il Policoro Sport Club raggiunse il primo posto nel girone unico di Prima Categoria e ritornò in Serie D per la seconda volta. La squadra dopo la difficile iscrizione giunse quart'ultima a scapito del Venosa che retrocesse in Promozione; la salvezza venne raggiunta grazie al piccolo Riva, Andrea Esposito, capocannoniere del girone con 18 reti.

### Gli anni bui e il fallimento
In seguito a quel campionato di Serie D il Policoro si trovò con molti debiti, ma la squadra venne salvata dal dottor Gallo che riuscì con molte difficoltà a concludere il campionato di Serie D 1971-1972 con 7 punti, che portarono ad una retrocessione già annunciata; infatti i ragazzi della squadra erano tutti della zona, gli spalti dello stadio erano vuoti, e per poco si riuscì ad evitare il fallimento. Questo tuttavia avvenne due anni più tardi: la prima stagione in Promozione si concluse al nono posto e i debiti stavano pian piano diminuendo, ma l'anno successivo i risultati non arrivarono con conseguente ultimo posto in campionato e fallimento della società a fine stagione. Ma il calcio a Policoro non scomparve del tutto grazie a Tommaso Latorraca, Giovanni Cospito e Tonino Ricciardi.

### Ripartenza dalla Terza Categoria e l'atteso salto di categoria
Dopo il fallimento la squadra tornò al vecchio nome  Eraclea. I ragazzi, tutti della zona, riuscirono a vincere il campionato e guadagnare la promozione, che portò anche l'entusiasmo ai tifosi che iniziarono a contribuire anche economicamente alla squadra. Il successivo campionato di Seconda Categoria si concluse con un primo posto a pari punti con il Grassano e l'Irsinese, che riuscì a vincere lo spareggio e a conquistare la promozione. L'anno successivo subentrarono nuovi soci, e la società cambiò nuovamente nome in Policoro Sport Calcio; la squadra rispettò i pronostici favorevoli vincendo il campionato di Seconda Categoria e ritornando così in Promozione. Dopo la promozione l'obiettivo iniziale era di riassestarsi, ma fu effettuata una costosa campagna acquisti che tuttavia non permise alla squadra di arrivare oltre il quarto posto finale. Negli anni seguenti si disputarono sempre campionati di Promozione, in cui la squadra arrivava sempre nelle prime posizioni. Nel 1978-79 concluse all'undicesimo posto, l'anno dopo ottavo, poi quinto. Nel frattempo un'altra squadra di Policoro, l'U.S. Eraclea, in pochi anni arrivò in Promozione, che vide così due squadre policoresi affrontarsi tra loro. L'Eraclea giunse prima nel campionato di Promozione 1981-1982 ottenendo la promozione in Serie D, traguardo che il Policoro Sport Calcio, che terminò il campionato al quinto posto, cercava invano di raggiungere ormai da 10 anni. L'anno successivo l'Eraclea giunse ultimo in Serie D, per poi fallire, mentre il Policoro raggiunse un altro quinto posto.

### Anni '80: sette anni in Interregionale
Nel 1984 arrivò la terza promozione nel Campionato Interregionale del Policoro, che chiuse il campionato al primo posto facendo segnare grandi risultati e primati nazionali non avendo perso nemmeno una partita. Era il quarto anno in un torneo interregionale per la squadra (il quinto per la città di Policoro), ed il campionato terminò con un undicesimo posto. La società riuscì ad allestire delle formazioni in grado di salvarsi e mantenne la categoria per sette anni consecutivi, registrando come migliori risultati il settimo posto nel campionato 1985-86 ed il sesto posto nel 1988-89. Nel 1987-88 invece il Policoro giunse al terzultimo posto, ma fu successivamente ripescato. Nel campionato 1990-91 la squadra retrocesse in seguito alla riforma dei gironi, che prevedeva ben sei retrocessioni per girone. Nel girone M infatti il Policoro arrivò 14° con 34 punti, a pari merito con la Sportiva Cariatese ed il Moliterno, ad un solo punto dalla salvezza e ad appena tre punti dal terzo posto, ma retrocesse per la peggiore classifica avulsa; si affrontarono così nello spareggio salvezza Cariatese e Moliterno con la vittoria di questi ultimi.

### Gli anni '90
Nel 1992 il Policoro giunse al quartultimo posto nel campionato di Eccellenza, ma anche in questo caso per la peggiore classifica avulsa retrocesse per la seconda stagione di fila. La squadra giocava nel frattempo a Scanzano Jonico causa lavori allo stadio di Policoro; nei successivi campionati di Promozione giunse prima sesta, poi ottava e quinta sempre sul campo di Scanzano. Dopo quattro stagioni in Promozione lucana la squadra raggiunse il primo posto e tornò a giocare a Policoro. I risultati arrivarono ben presto, infatti nel campionato di Eccellenza 1996-97 giunse al quarto posto e vinse la Coppa Italia Regionale. Nel 1997-98 il Policoro vinse il campionato di Eccellenza tornando in Serie D; la permanenza però durò solo un anno, perché la squadra si piazzò all'ultimo posto tornando in Eccellenza Lucana dove l'anno successivo arrivò al decimo posto. Nell'estate del 2000, in seguito a problemi societari, il titolo venne affidato al Bernalda che in quel momento militava in Promozione e si ritrovò così in Eccellenza.

### Gli anni 2000 ed il nuovo fallimento
Sempre in quella estate venne fondata una nuova società che ripartì da zero grazie a Franco Quinto con l'obiettivo di tornare ai massimi vertici del calcio lucano, obiettivo raggiunto in otto anni. La squadra infatti rinacque con la denominazione di Associazione Sportiva Dilettantistica Policoro 2000. Il primo anno si disputò la Terza Categoria, vinta. L'anno dopo si vinse ancora, salendo così in Prima Categoria, dove il Policoro rimase per tre anni prima di salire in Promozione collezionando due terzi posti (con un ripescaggio in Promozione e immediata retrocessione l'anno successivo) e un primo posto. In due anni la squadra raggiunse l'Eccellenza: il primo campionato concluso in ottava posizione e l'altro in terza, ma la squadra vinse i play-off e raggiunse l'obiettivo Eccellenza. Dopo la fusione con la scuola calcio Buon Pastore, nella prima stagione nel campionato di Eccellenza 2008-09 si raggiunse il quinto posto e si disputarono i play-off regionali, però persi. L'anno successivo si concluse al decimo posto. Inoltre un'altra squadra di Policoro, il Borussia Pleiade arrivò al sesto posto sempre in Eccellenza. A fine stagione nel 2010 le due squadre si unirono e il titolo del Borussia venne ceduto al Marconia. La nuova squadra si chiamò Associazione Sportiva Dilettantistica Policoro Heraclea e si proseguì con l'allenatore del Borussia, Pino Viola, dopo dieci anni di gestione Labriola.. Vennero fusi anche i colori sociali: il bianco-azzurro del Policoro 2000 si unì al bianco-rosso del Borussia e venne adottato un nuovo logo con i colori azzurro, bianco e rosso. La prima stagione si concluse all'ottavo posto, mentre nella stagione 2011-12 venne allestita una formazione ambiziosa in grado di lottare per il primato. A fine stagione la squadra raggiunse i play-off disputando la semifinale contro il Viggiano. La partita, terminata 3 a 0 per i viggianesi, comportò l'eliminazione del Policoro dalla fase play-off. La stagione successiva iniziò con problemi societari e il rischio di non iscriversi al campionato di Eccellenza, ma dopo aver chiamato nuovamente Labriola ad allenare la squadra, il Policoro si iscrive al campionato allestendo una formazione senza giocatori di esperienza, visto il budget ridotto della compagine ionica. Dopo aver raggiunto la salvezza, il presidente Guida annuncia le dimissioni e il disimpegno dalla gestione della squadra che andrà incontro al decadimento dell'affiliazione.

### Nel 2016 nasce l'A.S.D. Policoro
Dopo tre anni di inattività in cui il territorio era rappresentato dal Real Metapontino in Serie D, di stanza al Perriello ma con sede a Montalbano Jonico, viene fondata una nuova società, l'A.S.D. Policoro. Dopo la fusione con il Rotunda Maris nel 2018 si costituisce l'A.S.D. Policoro Calcio che si ritrova dopo appena due anni in Eccellenza. Il club vince nel 2021-2022 il premio "valorizzazione giovani" e si avvicina ai settori giovanili della città, che avevano da poco ufficializzato un progetto unico. Nel 2023 viene così ratificata una nuova fusione con l'Academy Policoro, società giovanile impegnata nei campionati under 17 ed under 15 ed affiliata con l'AZ Picerno e l'AS Roma. Nasce così l'A.S.D. Policoro Calcio & Academy.

## Colori e simboli

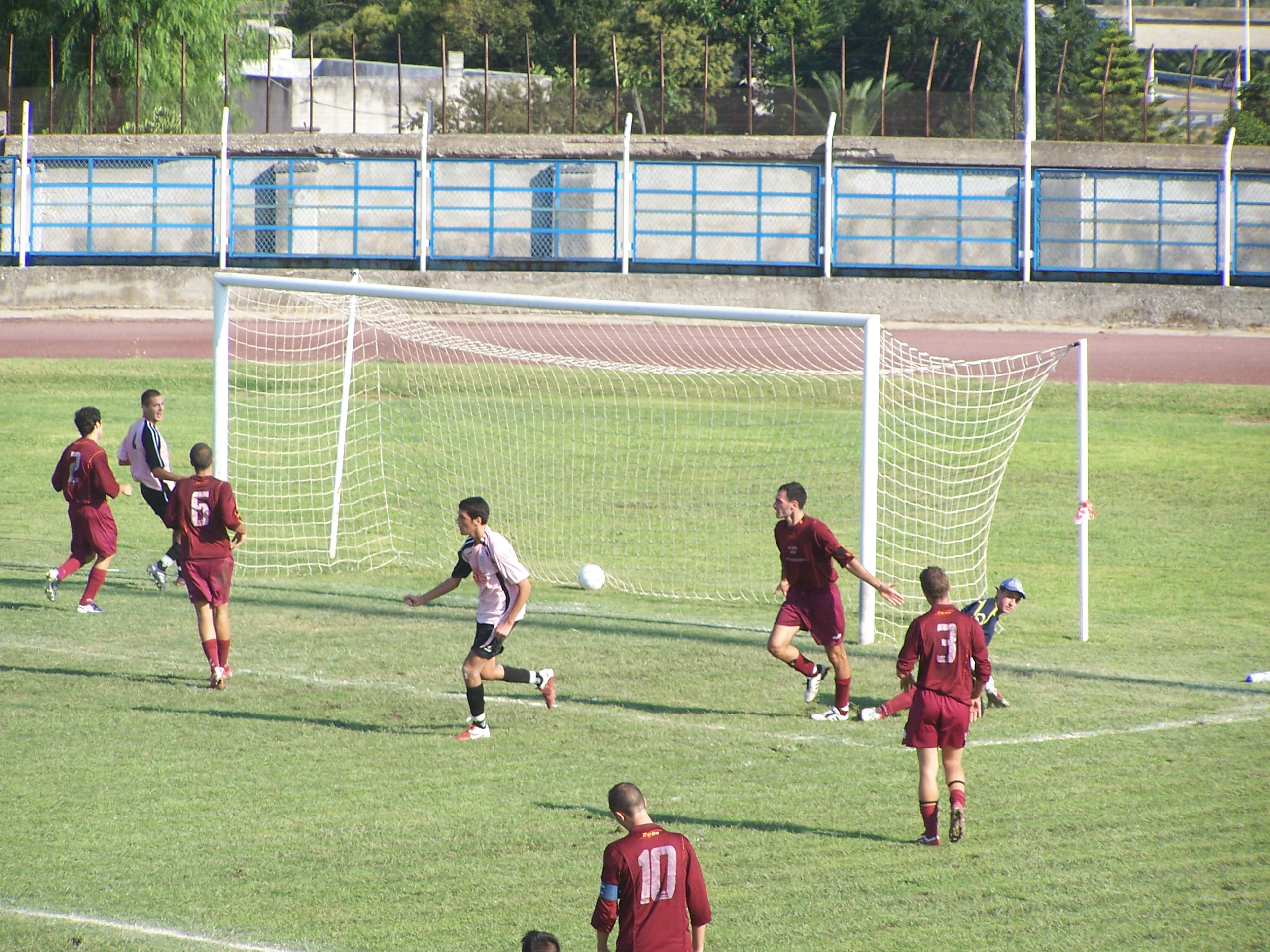
Gol segnato dal Policoro nella gara dell'11 settembre 2011 contro l'Avigliano, terminata 4-0.

### Colori
La divisa di gioco del Policoro ha avuto molte varianti negli anni. Quella con le strisce bianco-azzurre che richiamano i colori sociali della società fu usata soprattutto negli anni della Serie D. Altre divise usate nel corso degli anni erano a tinta unita verde, rosa-nero o a strisce rosso-azzurre.

### Simboli ufficiali

#### Stemma
Numerosi sono gli stemmi che hanno rappresentato le compagini policoresi, quasi tutti accomunati dalla figura di Herakles (Ercole) che strozza il leone Nemeo al naturale. Il simbolo richiama proprio l'effigie della città. I colori bianco-azzurri sono presenti in tutti gli stemmi delle società. Il Policoro Heraclea oltre ai colori tradizionali presentava anche il rosso in seguito alla fusione col Borussia Pleiade, seconda società di Policoro erede dell'Eraclea che raggiunse la Serie D nel 1981-82.

## Strutture

### Stadio
La società fondata nel 2016 ha dovuto usufruire degli stadi di Scanzano Jonico e Nova Siri dal 2016 al 2022. L'11 dicembre 2022, dopo 7 anni di chiusura dovuta a lavori e problemi burocratici, lo stadio Rocco Perriello di Policoro ha ospitato il match di Eccellenza contro il Montescaglioso, terminato 1-0 per i padroni di casa Lo stadio, sede delle partite casalinghe dei bianco-azzurri, ha una capienza di circa 1000 posti ed è situato tra via Siris e via San Gottardo a Policoro. Costruito nel ventesimo secolo, è dotato di pista di atletica ed ha il manto in terra. Ha ospitato negli anni duemila le partite del Real Metapontino, squadra di Montalbano Jonico, in Serie D. Nel 2017 era paventata l'ipotesi di costruire uno stadio ex novo.
Sono poi varie le società giovanili che sfruttano il campo del Perriello.

## Società

### Sponsor
- 2016-2017 Legea
- 2016-2017 Givova
- 2017-2018 Joma
- 2018-2019 Erreà
- 2021-2022 Zeus
- 2023- Errea

## Allenatori e presidenti
Si riporta l'elenco degli allenatori e dei presidenti del Policoro dal 2000 in poi.
- 2000-2009  Rocco Labriola[25][26]
- 2009-2010  Rocco Labriola (1ª-?ª)
 ? (?ª-?ª)
 Rocco Labriola (?ª-30ª)
- 2010-2011  Giuseppe Viola (1ª-?ª)[27]
 Antonio Valente (?ª-)[28]
- 2011-2012  Antonio Valente[29]
- 2012-2013  Rocco Labriola[30]
- 2013-2016 inattività
- 2016-2017  Rocco Labriola[31]
- 2017-2018  Antonio Martino[32]
- 2018-2019  Antonio Martino (1ª-?ª)
 Salvatore Tortorelli (?ª-)[33]
- 2019-2020  Salvatore Tortorelli (1ª-?ª)
 Giovanni Rubolino (?ª-)[34][35]
- 2020-2021  Giovanni Rubolino
- 2021-2023  Giuseppe Viola[36]
- 2023-2024  Giuseppe Viola (1ª-7ª)
 Giovanni Rubolino (8ª-)[37]

- 2000-2007  Franco Quinto[38]
- 2007-2013  Cosimo Guida[39]
- 2013-2016 inattività
- 2016-2018  Antonello Ripoli[40]
- 2018-2023  Salvatore Silvestri[41]
- 2023-  Enrico Trupo

## Palmarès

### Competizioni regionali
- Eccellenza: 1

1997-1998
- Promozione: 2

1983-1984, 1995-1996
- Prima Categoria: 2

1969-1970, 2005-2006
- Seconda Categoria: 2

1976-1977 (girone B), 2001-2002 (girone C)
- Coppa Italia Dilettanti Basilicata: 1

1996-1997

### Competizioni provinciali
- Terza Categoria: 1

1974-1975 (girone B)

## Statistiche e record

### Partecipazione ai campionati
| Livello | Categoria                       | Partecipazioni | Debutto   | Ultima stagione | Totale |
| ------- | ------------------------------- | -------------- | --------- | --------------- | ------ |
| 4º      | Serie D                         | 3              | 1967-1968 | 1971-1972       | 3      |
| 5º      | Campionato Interregionale       | 7              | 1984-1985 | 1990-1991       | 8      |
| 5º      | Campionato Nazionale Dilettanti | 1              | 1998-1999 | 1998-1999       | 8      |

### Partecipazioni alle coppe
| Competizione            | Partecipazioni | Debutto   | Ultima stagione | Totale |
| ----------------------- | -------------- | --------- | --------------- | ------ |
| Coppa Italia Dilettanti | 14             | 1966-1967 | 1998-1999       | 14     |